# François Paré
Pour les articles homonymes, voir Paré.
François Paré, né en 1949 à Longueuil au Québec (Canada), est un auteur franco-ontarien.

## Biographie
Après avoir obtenu un Baccalauréat universitaire ès lettres (B.A.) spécialisé en études françaises de l'Université de Montréal, il vit cinq ans à Buffalo (New York) où il rédige à l'université de Buffalo une thèse de doctorat sur Montaigne et l'autobiographie à l'époque de la Renaissance. En 1977, il est professeur de littérature d'expression française à l'Université de Guelph (Ontario) pendant plusieurs années. Depuis 2008, il est professeur titulaire et directeur du Département d'études françaises à l'Université de Waterloo (Ontario),,.
La publication du livre Littératures de l'exiguïté et la réception du prix du Gouverneur général pour cet ouvrage ont fait de lui une référence. Depuis il est invité comme conférencier en Europe et en Amérique du nord. De nombreux articles, communications et colloques ont été inspirés par cet essai. Il a collaboré à plusieurs revues universitaires ontariennes, québécoises et européennes,.
Il a aussi écrit des articles dont Indices de l’enfance et de la filiation dans les écrits ethnographiques de Gabriel Sagard avec Sarah Reilly dans la revue Études littéraires en 2016.
Il détient un doctorat honoris causa de l'Université Laval .

## Publications
- Louis Hamelin et ses doubles, Nota bene, 2008 (en collaboration avec François Ouellet) (Prix Gabrielle-Roy)
- Le fantasme d'Escanaba, Nota bene, 2007.
- La Distance habitée, Le Nordir, 2003 (Prix Trillium 2003 et Prix Victor-Barbeau 2004); réédité en 2020 aux Éditions David
- Traversées, Le Nordir, 2000 (en collaboration avec François Ouellet).
- Théories de la fragilité, Le Nordir, 1994.
- Les littératures de l'exiguïté, Le Nordir, 1992 (Prix du Gouverneur général 1993 et Prix Le Signet d'or 1993) .

## Prix
- 1993 - Prix du Gouverneur général
- 1993 - Prix Le Signet d'Or
- 2003 - Prix Trillium
- 2004 - Prix Victor-Barbeau